# Ozdobnica Forela
Ozdobnica Forela (Formica foreli) – gatunek mrówki z rodzaju Formica i podrodzaju Coptoformica. Ma zasięg eurokaukaski. Występuje rzadko. Została nazwana na cześć szwajcarskiego myrmekologa Auguste Forela.

## Występowanie
Zasięg występowania obejmuje północne Włochy, północną Hiszpanię, Niemcy, Polskę, Szwajcarię, Austrię, południowe Morawy, zachodnią Słowację, Anatolię, Kaukaz. Na północy granica zasięgu dochodzi do Szwecji i Danii.

## Morfologia
Robotnice długości 4,5–7 mm. Tylna część głowy i odwłok brunatne, reszta ciała brunatnawoczerwona, ciemna plama na tułowiu (promezonotum). Ciało matowe, ma gęstą mikrorzeźbę. Podobnym gatunkiem jest często nieodróżniana ozdobnica mniejsza (Formica pressilabris)

## Biologia
Gatunek ciepłolubny; tak jak inni przedstawiciele podrodzaju, ozdobnice Forela nie potrafią wytwarzać ciepła w koloniach. Preferuje suche zbiorowiska trawiaste i przejrzyste lasy. Gniazda są niewielkie, kopce utworzone z drobnych suchych resztek roślinnych, na ogół nie przekraczają średnicy 50 cm. Gatunek tworzy kolonie mono- lub poliginiczne. Nowe kolonie powstają albo na skutek pasożytnictwa społecznego młodych królowych w gniazdach mrówek z podrodzaju Serviformica, albo w drodze podziału kolonii poliginicznej.